# Royal Museums Greenwich
Royal Museums Greenwich er fællesbetegnelsen for fire museer i Greenwich, London.
De fire er:
- National Maritime Museum
- Queen's House
- Royal Greenwich Observatory
- Cutty Sark